# The One I Love (Manga)
The One I Love (jap. わたしのすきなひと, Watashi no Suki na Hito) ist eine Manga-Serie des japanischen Zeichenteams Clamp. Der Manga richtet sich vorwiegend an erwachsene Frauen, lässt sich also der Josei-Gattung zuordnen. The One I Love besteht aus zwölf Geschichten, die sich alle um die Liebe drehen. Die Protagonisten der Geschichten sind weiblich. Clamp-Mitglied Mick Nekoi war für die Zeichnungen des Mangas verantwortlich, Kommentare zu jeder Geschichte verfasste Nanase Ōkawa.

## Inhalt
Der Band enthält zwölf Kurzgeschichten sowie dazugehörige, wenige Seiten lange Essays von Nanase Ōkawa. Dabei geht es um die Liebe junger Mädchen und Frauen, um ihre Zufriedenheit, Unsicherheit oder Bedauern, Überwindung und Gedanken über die Hochzeit. Es wird stets aus der Perspektive der weiblichen Hauptperson erzählt, wobei sich jede der Geschichten einem anderen Aspekt oder Konflikt der Liebe widmet. Meist basieren die Gegebenheiten außerdem auf persönlichen Erlebnissen der Clamp-Zeichnerinnen, wie in den Essays verraten wird.

## Veröffentlichungen
Der Manga erschien in Japan von 1993 bis 1995 monatlich in Einzelkapiteln im Manga-Magazin Young Rose. Der Kadokawa-Shoten-Verlag brachte diese Einzelkapitel auch in einem Sammelband heraus.
Den Sammelband verlegte man auch in Spanien, Deutschland, Frankreich und den USA. Auf Deutsch erschien The One I Love im Januar 2006 bei Egmont Manga & Anime.

## Rezeption
Der Manga wird in der AnimaniA 2005 als persönlichstes Werk des Zeichnerinnenteams bezeichnet, da die Geschichten teilweise autobiografisch sind. Die Zeichnungen seien bezaubernd, doch „an seltenen Stellen wirken die Proportionen und Gesichtszüge noch unsicher und die Hintergründe nicht so detailliert wie aus den späteren Werken.“ Die Sammlung herzerwärmender Geschichten sei eines der interessantesten frühen Werke der Zeichnerinnen. Jason Thompson dagegen hält das Werk für das unreifste von Clamp und nicht für empfehlenswert. Die alle Geschichten durchziehende Botschaft, Mädchen sollten in einer Beziehung sie selbst seien, sei zwar eine herrliche Idee, die in ihrer Ausführung aber ins fast anti-feministische umschlägt. Denn während die Mädchen alle Fehler haben, die sie überwinden müssen, sind ihre männlichen Partner fehlerfrei.